# Всичко е загубено
„Всичко е загубено“ (на английски: All Is Lost) е американски драматичен филм от 2013 г. на режисьора Джей Си Чандър. Робърт Редфорд изпълнява единствената роля – мъж изгубен на яхта в Индийския океан. Филмът е представен на кинофестивала в Кан, а в България е показан в рамките на Sofia Independent Film Festival през 2013 г.

## Награди и номинации
| Категория                              | Номиниран(и)              | Резултат               |
| Оскар (2 март 2014 г.)                 | Оскар (2 март 2014 г.)    | Оскар (2 март 2014 г.) |
| -------------------------------------- | ------------------------- | ---------------------- |
| Най-добър звуков монтаж                | Най-добър звуков монтаж   | номинация              |
| Награда на БАФТА (16 февруари 2014 г.) |                           |                        |
| Най-добър звук                         | Най-добър звук            | номинация              |
| Златен глобус (12 януари 2014 г.)      |                           |                        |
| Най-добра филмова музика               | Алекс Ебърт               | награда                |
| Най-добър актьор в драматичен филм     | Робърт Редфорд            | номинация              |
| Сателит (23 февруари 2014 г.)          |                           |                        |
| Най-добър филм                         | Най-добър филм            | номинация              |
| Най-добри визуални ефекти              | Най-добри визуални ефекти | номинация              |
| Най-добър звук                         | Най-добър звук            | номинация              |
| Най-добър актьор                       | Робърт Редфорд            | номинация              |